# Saray (Tekirdağ)
Saray ist eine Kreisstadt und ein Landkreis im Norden der türkischen Provinz Tekirdağ in Ostthrakien. Saray hat 50.248 Einwohner (Stand 2020). Im Landkreis gab es 19 Dörfer. Die Stadt liegt an der Staatsstraße D 020, von der die Straße D 567 nach Silivri am Marmarameer abzweigt.
Der Landkreis grenzt mit einem kleinen Teil im Norden an das Schwarze Meer. Im Westen und Osten grenzt er an die Provinzen Kırklareli und Istanbul.
Der Name Saray bedeutet auf Deutsch Schloss und bezieht sich auf die Residenz der tatarischen Herrscher des Khanats der Krim. Diese fanden nach der russischen Eroberung der Krim Asyl im Osmanischen Reich und wurden in Thrakien angesiedelt.